# موسى كلارك وايت
موسى كلارك وايت (بالإنجليزية: Moses Clark White)‏ هو مبشر أمريكي، ولد في 24 يوليو 1819 في باريس في الولايات المتحدة، وتوفي في 24 أكتوبر 1900 في نيو هيفن في الولايات المتحدة.